# Pachyramphus homochrous
El anambé unicolor o cabezón unicolor (Pachyramphus homochrous) es una especie de ave paseriforme perteneciente a la familia Tityridae. Este género ha sido emplazado tradicionalmente en la familia Cotingidae o Tyrannidae, pero serias evidencias sugieren que su mejor lugar es Tityridae, donde ahora la emplaza la SACC.

## Distribución y hábitat
Se encuentran en Colombia, Ecuador, Panamá, Perú y Venezuela. Su hábitat natural son los bosques secos, los bosques húmedos de las tierras bajas y degradados.